# 日本鎌倉時代年號列表

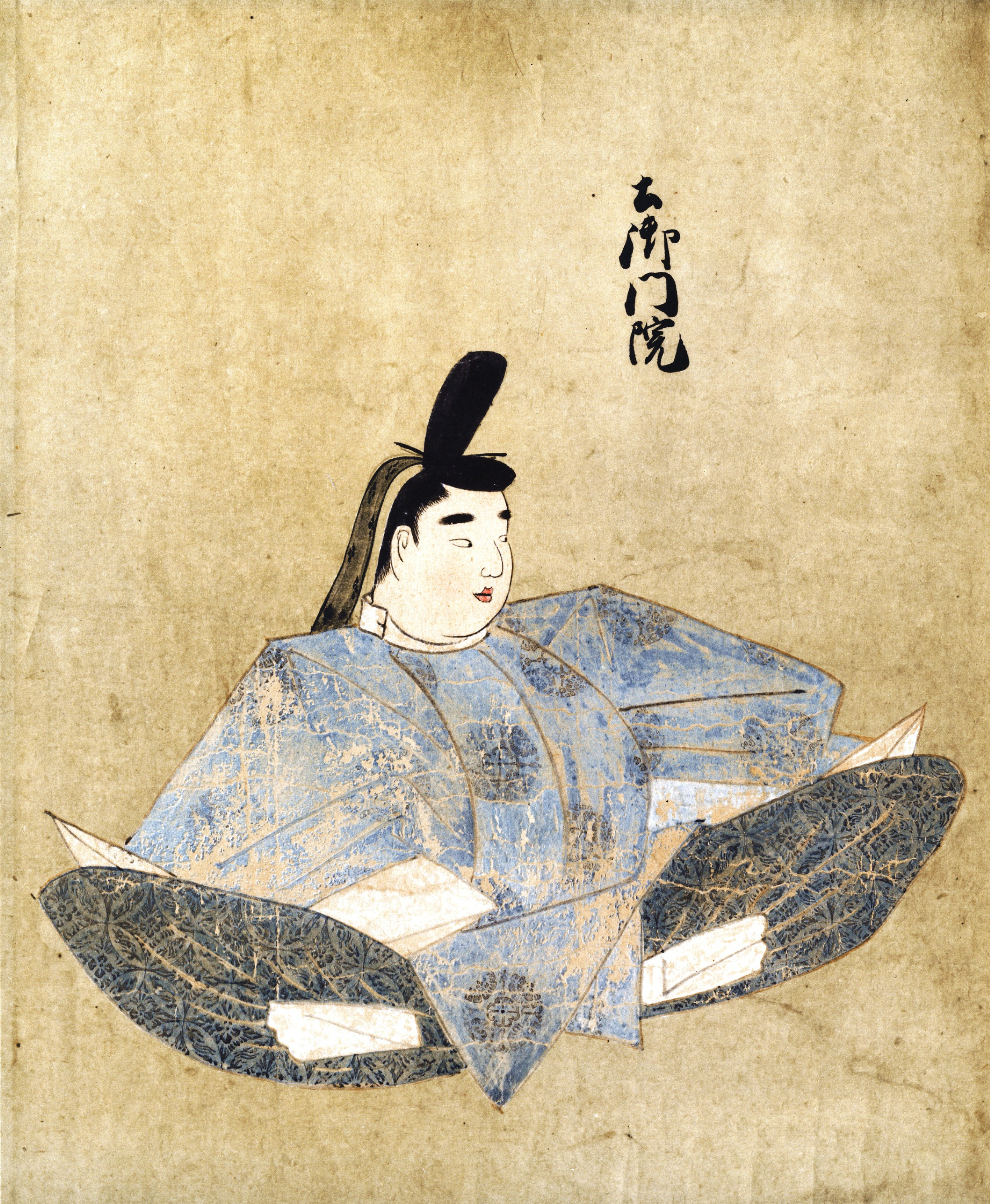
土御門天皇因即位而改元正治

日本自第三十六代孝德天皇即位並建元大化起開始使用年号（日语：／ Nengō、／ Gengō）為其纪年方式，並在文武天皇於701年5月3日（大寶元年三月二十一日）再度恢復使用年號後，一直持續使用年號至今。日本的年號常取中國古籍中的辭句為典故，而改元的原因除天皇即位外，多數出於迷信及牽強附會。因天皇即位而進行的改元通常在天皇即位翌年進行，但有時候也會因為亂世而不在天皇即位翌年改元。日本自醍醐天皇起開始因「辛酉革命」的緣故在辛酉年進行改元（當時為901年，由昌泰四年改元延喜），並自村上天皇起開始因「甲子革令」的緣故在甲子年進行改元（當時為964年，改元康保）。日本自醍醐天皇起也會因災禍等不祥之事而改元（當時為923年，改元延長）。自平安时代中期（天德、應和年間）起，改元之事均載於改元宸記中，而改元的程序也確立為先由大臣上奏年號勘文，然後天皇於選定會議中決定新年號。雖然自鎌倉時代起，日本的政治實權落入武家手中，然而武家政權一般不會干涉朝廷進行改元，直至江户时代幕府方開始插手改元事務。
以下列表僅收錄鎌倉時代啓用的日本年號。以下列表中，各年號的使用期與典故主要出自小學館出版的《日本大百科全書》，而每個年號的典故都分別附上维基文库的文本連結供參考。

## 列表
| 年號 | 使用期 （西曆年月日）            | 使用期 （和曆年月日）                  | 在位天皇             | 改元理由 | 典故 | 參考來源   |
| ---- | -------------------------------- | -------------------------------------- | -------------------- | --- | --- | ---------- |
| 文治 | 1185年9月9日 － 1190年5月15日    | 元年八月十四日 － 六年四月初十日       | 後鳥羽天皇           | 火災 地震 兵革 | 《礼记·祭法》：「湯以寬治民而除其虐，文王以文治。」                                                          | [ 7 ]      |
| 建久 | 1190年5月16日 － 1199年5月22日   | 元年四月十一日 － 十年四月二十六日     | 後鳥羽天皇           | 明年三合厄 地震 異變 | - 《三國志·吳書·張顧諸葛步傳》：「安國利民，建久長之計。」 - 《晋书·劉頌傳》：「建久安萬載，垂長世於無窮。」 | [ 8 ]      |
| 建久 | 1190年5月16日 － 1199年5月22日   | 元年四月十一日 － 十年四月二十六日     | 土御門天皇           | 明年三合厄 地震 異變 | - 《三國志·吳書·張顧諸葛步傳》：「安國利民，建久長之計。」 - 《晋书·劉頌傳》：「建久安萬載，垂長世於無窮。」 | [ 8 ]      |
| 正治 | 1199年5月23日 － 1201年3月18日   | 元年四月二十七日 － 三年二月十二日     | 土御門天皇即位       | 《莊子·漁父》：「天子諸侯大夫庶人，此四者自正，治之美也。」                                                                                 | [ 14 ] |            |
| 建仁 | 1201年3月19日 － 1204年3月22日   | 元年二月十三日 － 四年二月十九日       | 辛酉革命             | 《文選·聖主得賢臣頌》：「竭智附賢者，必建仁策。」                                                                                           | [ 15 ] |            |
| 元久 | 1204年3月23日 － 1206年6月4日    | 元年二月二十日 － 三年四月二十六日     | 甲子革令             | 《毛詩正義·文王》：「文王……建元久矣。」 | [ 18 ] |            |
| 建永 | 1206年6月5日 － 1207年11月15日   | 元年四月二十七日 － 二年十月二十四日   | 赤斑瘡               | 《文選·與楊德祖書》：「流惠下民，建永世之業。」                                                                                             | [ 20 ] |            |
| 承元 | 1207年11月16日 － 1211年4月22日  | 元年十月二十五日 － 五年三月初八日     | 疱瘡流行 洪水        | 《通典·禮典·告禮》：「古者祭以首時，薦用仲月。近代相承，元日奏祥瑞。」                                                                      | [ 21 ] |            |
| 承元 | 1207年11月16日 － 1211年4月22日  | 元年十月二十五日 － 五年三月初八日     | 疱瘡流行 洪水        | 《通典·禮典·告禮》：「古者祭以首時，薦用仲月。近代相承，元日奏祥瑞。」                                                                      | [ 21 ] | 順德天皇   |
| 建曆 | 1211年4月23日 － 1214年1月17日   | 元年三月初九日 － 三年十二月初五日     | 順德天皇即位         | 《續漢書·律曆中》、《宋书·律曆中》：「建曆之本，必先立元。」                                                                                | [ 26 ] |            |
| 建保 | 1214年1月18日 － 1219年5月26日   | 元年十二月初六日 － 七年四月十一日     | 天變 地妖            | 《尚書·周書·多士》：「惟天丕建，保乂有殷。」                                                                                                | [ 28 ] |            |
| 承久 | 1219年5月27日 － 1222年5月24日   | 元年四月十二日 － 四年四月十二日       | 天變 旱害            | 《詩緯》：「周起自稷，歷世相承久。」 | [ 29 ] |            |
| 承久 | 1219年5月27日 － 1222年5月24日   | 元年四月十二日 － 四年四月十二日       | 天變 旱害            | 《詩緯》：「周起自稷，歷世相承久。」 | [ 29 ] | 仲恭天皇   |
| 承久 | 1219年5月27日 － 1222年5月24日   | 元年四月十二日 － 四年四月十二日       | 天變 旱害            | 《詩緯》：「周起自稷，歷世相承久。」 | [ 29 ] | 後堀河天皇 |
| 貞應 | 1222年5月25日 － 1224年12月30日  | 元年四月十三日 － 三年十一月十九日     | 後堀河天皇即位       | 《周易·中孚》：「中孚以利貞，乃應乎天也。」                                                                                                 | [ 32 ] |            |
| 元仁 | 1224年12月31日 － 1225年5月27日  | 元年十一月二十日 － 二年四月十九日     | 天變 炎旱            | - 《周易·乾》：「元亨。利貞。」 - 《周易正義·乾》：「元則仁也。」                                                                           | [ 34 ] |            |
| 嘉祿 | 1225年5月28日 － 1228年1月17日   | 元年四月二十日 － 三年十二月初九日     | 疾疫流行             | 《博物志·史補》：「陛下摛顯先帝光耀，以奉皇天之嘉祿。」                                                                                     | [ 39 ] |            |
| 安貞 | 1228年1月18日 － 1229年3月30日   | 元年十二月初十日 － 三年三月初四日     | 疱瘡流行             | 《周易·坤》：「乃終有慶。安貞之吉，應地无疆。」                                                                                               | [ 42 ] |            |
| 寬喜 | 1229年3月31日 － 1232年4月22日   | 元年三月初五日 － 四年四月初一日       | 災異 天變            | 《魏书》：「仁興溫良，寬興喜樂。」 | [ 44 ] |            |
| 貞永 | 1232年4月23日 － 1233年5月24日   | 元年四月初二日 － 二年四月十四日       | 天變 地妖 飢饉       | 《周易正義·坤》：「利在永貞。永，長也。貞，正也。言長能貞正也。」                                                                           | [ 45 ] |            |
| 貞永 | 1232年4月23日 － 1233年5月24日   | 元年四月初二日 － 二年四月十四日       | 天變 地妖 飢饉       | 《周易正義·坤》：「利在永貞。永，長也。貞，正也。言長能貞正也。」                                                                           | [ 45 ] | 四条天皇   |
| 天福 | 1233年5月25日 － 1234年11月26日  | 元年四月十五日 － 二年十一月初四日     | 四條天皇即位         | 《尚書注·湯誥》：「政善天福之。」 | [ 48 ] |            |
| 文曆 | 1234年11月27日 － 1235年10月31日 | 元年十一月初五日 － 二年九月十八日     | 天變 地震            | - 《文選·三月三日曲水詩序》：「皇上以叡文承歷。」 - 《旧唐书·職官二》：「掌……天文……歷數。」                                                 | [ 50 ] |            |
| 嘉禎 | 1235年11月1日 － 1238年12月29日  | 元年九月十九日 － 四年十一月二十二日   | 天變 地震            | 《北齐书·文宣帝紀》：「蘊，千祀彰明，嘉禎。」                                                                                               | [ 55 ] |            |
| 曆仁 | 1238年12月30日 － 1239年3月12日  | 元年十一月二十三日 － 二年二月初六日   | 天變                 | 《隋书·音樂下》：「皇明馭曆，仁深海縣。」                                                                                                   | [ 57 ] |            |
| 延應 | 1239年3月13日 － 1240年8月4日    | 元年二月初七日 － 二年七月十五日       | 天變 地震            | 《文選·為賈謐作贈陸機》：「廊廟惟清，俊乂是延。擢應嘉舉。」                                                                                 | [ 59 ] |            |
| 仁治 | 1240年8月5日 － 1243年3月17日    | 元年七月十六日 － 四年二月二十五日     | 彗星 地震 炎旱       | - 《樂書·尚書訓義·益稷》：「人君以仁治天下。」 - 《新唐书·刑法》：「太宗……以寬仁治天下。」                                                  | [ 60 ] |            |
| 仁治 | 1240年8月5日 － 1243年3月17日    | 元年七月十六日 － 四年二月二十五日     | 彗星 地震 炎旱       | - 《樂書·尚書訓義·益稷》：「人君以仁治天下。」 - 《新唐书·刑法》：「太宗……以寬仁治天下。」                                                  | [ 60 ] | 後嵯峨天皇 |
| 寬元 | 1243年3月18日 － 1247年4月4日    | 元年二月二十六日 － 五年二月二十七日   | 後嵯峨天皇即位       | 《宋书》：「舜禹之際，五教在寬，元元以平。」                                                                                                | [ 65 ] |            |
| 寬元 | 1243年3月18日 － 1247年4月4日    | 元年二月二十六日 － 五年二月二十七日   | 後嵯峨天皇即位       | 《宋书》：「舜禹之際，五教在寬，元元以平。」                                                                                                | [ 65 ] | 後深草天皇 |
| 寶治 | 1247年4月5日 － 1249年5月1日     | 元年二月二十八日 － 三年三月十七日     | 後深草天皇即位       | 《春秋繁露·通國身》：「氣之清者為精，人之清者為賢，治身者以積精為寶，治國者以積賢為道。」                                                   | [ 67 ] |            |
| 建長 | 1249年5月2日 － 1256年10月23日   | 元年三月十八日 － 八年十月初四日       | 天變 火災            | 《后汉书·皇甫張段列傳》：「建長久之策。」                                                                                                   | [ 69 ] |            |
| 康元 | 1256年10月24日 － 1257年3月30日  | 元年十月初五日 － 二年三月十三日       | 赤斑瘡流行           | 《隋書·音樂下》：「康哉元首。惠我無疆，天長地久。」                                                                                         | [ 70 ] |            |
| 正嘉 | 1257年3月31日 － 1259年4月19日   | 元年三月十四日 － 三年三月二十五日     | 太政官廳、五條殿燒失 | 《艺文类聚·歲時中·元正》：「肇元正之嘉會。」                                                                                                | [ 73 ] |            |
| 正元 | 1259年4月20日 － 1260年5月23日   | 元年三月二十六日 － 二年四月十二日     | 飢饉 疾疫            | 《毛詩緯》：「一如正元，萬載相傳。」 | [ 74 ] |            |
| 正元 | 1259年4月20日 － 1260年5月23日   | 元年三月二十六日 － 二年四月十二日     | 飢饉 疾疫            | 《毛詩緯》：「一如正元，萬載相傳。」 | [ 74 ] | 龟山天皇   |
| 文應 | 1260年5月24日 － 1261年3月21日   | 元年四月十三日 － 二年二月十九日       | 龜山天皇即位         | 《晉書·劉毅傳》：「大晉之行，戢武興文之應也。」                                                                                             | [ 77 ] |            |
| 弘長 | 1261年3月22日 － 1264年3月26日   | 元年二月二十日 － 四年二月二十七日     | 辛酉革命             | 《贞观政要·封建》：「聞理定之規，以弘長世之業，萬古不易，百慮同歸。」                                                                       | [ 78 ] |            |
| 文永 | 1264年3月27日 － 1275年5月21日   | 元年二月二十八日 － 十二年四月二十四日 | 甲子革令             | 《後漢書·荀韓鍾陳列傳》：「漢四百有六載，撥亂反正，統武興文，永惟祖宗之洪業，思光啟乎萬嗣。」                                               | [ 80 ] |            |
| 文永 | 1264年3月27日 － 1275年5月21日   | 元年二月二十八日 － 十二年四月二十四日 | 甲子革令             | 《後漢書·荀韓鍾陳列傳》：「漢四百有六載，撥亂反正，統武興文，永惟祖宗之洪業，思光啟乎萬嗣。」                                               | [ 80 ] | 後宇多天皇 |
| 建治 | 1275年5月22日 － 1278年3月22日   | 元年四月二十五日 － 四年二月二十八日   | 後宇多天皇即位       | 《周禮·春官宗伯》：「以治建國之學政。」 | [ 84 ] |            |
| 弘安 | 1278年3月23日 － 1288年5月28日   | 元年二月二十九日 － 十一年四月二十七日 | 疾疫流行             | 《冊府元龜·外臣部·封冊第二》：「弘安民之道。」                                                                                              | [ 85 ] |            |
| 弘安 | 1278年3月23日 － 1288年5月28日   | 元年二月二十九日 － 十一年四月二十七日 | 疾疫流行             | 《冊府元龜·外臣部·封冊第二》：「弘安民之道。」                                                                                              | [ 85 ] | 伏見天皇   |
| 正應 | 1288年5月29日 － 1293年9月5日    | 元年四月二十八日 － 六年八月初四日     | 伏見天皇即位         | 《毛詩注·皇矣》：「德正應和。」 | [ 88 ] |            |
| 永仁 | 1293年9月6日 － 1299年5月24日    | 元年八月初五日 － 七年四月二十四日     | 天變 地震            | 《晉書·樂上》：「永載仁風，長撫無外。」 | [ 91 ] |            |
| 永仁 | 1293年9月6日 － 1299年5月24日    | 元年八月初五日 － 七年四月二十四日     | 天變 地震            | 《晉書·樂上》：「永載仁風，長撫無外。」 | [ 91 ] | 後伏見天皇 |
| 正安 | 1299年5月25日 － 1302年12月9日   | 元年四月二十五日 － 四年十一月二十日   | 後伏見天皇即位       | 《孔子家语·觀鄉射》：「此五者足以正身安國矣，彼國安而天下安矣。」                                                                           | [ 95 ] [ 92 ] [ 93 ] [ 96 ]                                                                                  |            |
| 正安 | 1299年5月25日 － 1302年12月9日   | 元年四月二十五日 － 四年十一月二十日   | 後伏見天皇即位       | 《孔子家语·觀鄉射》：「此五者足以正身安國矣，彼國安而天下安矣。」                                                                           | [ 95 ] [ 92 ] [ 93 ] [ 96 ]                                                                                  | 後二條天皇 |
| 乾元 | 1302年12月10日 － 1303年9月15日  | 元年十一月二十一日 － 二年八月初四日   | 後二條天皇即位       | 《周易·乾》：「大哉乾元，萬物資始，乃統天。」                                                                                               | [ 98 ] |            |
| 嘉元 | 1303年9月16日 － 1307年1月17日   | 元年八月初五日 － 四年十二月十三日     | 炎旱 彗星            | 《藝文類聚·天部上·星》：「《賀老人星表》曰：『……嘉占元吉。弘無量之祐，隆克昌之祚。普天同慶，率土含歡。』」                                  | [ 99 ] |            |
| 德治 | 1307年1月18日 － 1308年11月21日  | 元年十二月十四日 － 三年十月初八日     | 天變                 | - 《尚書注·皋陶謨》：「俊德治能之士並在官。」 - 《左传·僖公三十三年》：「能敬必有德。德以治民。」                                           | [ 105 ] |            |
| 德治 | 1307年1月18日 － 1308年11月21日  | 元年十二月十四日 － 三年十月初八日     | 天變                 | - 《尚書注·皋陶謨》：「俊德治能之士並在官。」 - 《左传·僖公三十三年》：「能敬必有德。德以治民。」                                           | [ 105 ] | 花園天皇   |
| 延慶 | 1308年11月22日 － 1311年5月16日  | 元年十月初九日 － 四年四月二十七日     | 花園天皇即位         | 《後漢書·朱景王杜馬劉傅堅馬列傳·史論》：「以功名延慶於後。」                                                                                | [ 107 ] |            |
| 應長 | 1311年5月17日 － 1312年4月26日   | 元年四月二十八日 － 二年三月十九日     | 疫病流行             | 《舊唐書·禮儀二》：「應長曆之規，象中月之度，廣綜陰陽之數，傍通寒暑之和。」                                                                 | [ 110 ] |            |
| 正和 | 1312年4月27日 － 1317年3月15日   | 元年三月二十日 － 六年二月初二日       | 天變 地震            | 《舊唐書·音樂一》：「皇帝受朝，奏《政和》。」                                                                                               | [ 111 ] |            |
| 文保 | 1317年3月16日 － 1319年5月17日   | 元年二月初三日 － 三年四月二十七日     | 地震                 | 《梁书》：「姬周基文，久保七百。」 | [ 114 ] |            |
| 文保 | 1317年3月16日 － 1319年5月17日   | 元年二月初三日 － 三年四月二十七日     | 地震                 | 《梁书》：「姬周基文，久保七百。」 | [ 114 ] | 後醍醐天皇 |
| 元應 | 1319年5月18日 － 1321年3月21日   | 元年四月二十八日 － 三年二月二十二日   | 後醍醐天皇即位       | 《上黑禾奏》：「陛下富教安人，務農敦本，光複社稷，康濟黎元之應也。」                                                                        | [ 115 ] |            |
| 元亨 | 1321年3月22日 － 1324年12月24日  | 元年二月二十三日 － 四年十二月初八日   | 辛酉革命             | 《周易·大有》：「其德剛健而文明，應乎天而時行，是以元亨。」                                                                                 | [ 119 ] |            |
| 正中 | 1324年12月25日 － 1326年5月27日  | 元年十二月初九日 － 三年四月二十五日   | 甲子革令             | - 《周易·乾》：「『見龍在田，利見大人。』何謂也？子曰：『龍德而正中者也。』」 - 《周易·需》：「需，有孚，光亨，貞吉，位乎天位，以正中也。」 | [ 120 ] |            |
| 嘉曆 | 1326年5月28日 － 1329年9月21日   | 元年四月二十六日 － 四年八月二十八日   | 疾疫流行 地震        | 《舊唐書·德宗紀下》：「四序嘉辰，歷代增置。」                                                                                               | [ 122 ] |            |
| 元德 | 1329年9月22日 － 1331年8月31日   | 元年八月二十九日 － 三年八月初八日     | 疾疫流行             | - 《周易·乾》：「乾：元亨。利貞。」 - 《周易正義·乾》：「『元者善之長』者，謂天之體性，生養萬物。」                                         | [ 35 ] |            |
| 元弘 | 1331年9月1日 － 1334年3月4日     | 元年八月初九日 － 四年正月二十八日     | 疾疫流行             | 《藝文類聚·天部上·星》：「《賀老人星表》曰：『老人星見，體色光明。嘉占元吉。弘無量之祐，隆克昌之祚。普天同慶，率土含歡。』」                | [ 102 ] |            |